# 滩羊
滩羊，中国特有的一个裘皮用绵羊品种，由蒙古羊经长期的自然选择和人工选育而形成的一个长脂尾、粗毛型的品种。滩羊头部有褐色或黑色花斑，毛细长而拳曲，呈波浪形，躯干多为白色。滩羊一般是一年一羔或两年三羔。滩羊适于荒漠、半荒漠干旱草原，主产于宁夏的盐池、同心和灵武等地区，在甘肃、陕西、内蒙古三省区与宁夏毗邻的地区也有出产。2006年，滩羊被中華人民共和国农业部列入《国家级畜禽遗传资源保护名录》，属于国家级畜禽遗传资源保护品种。
滩羊所产一月龄羔羊裘皮，惯称“二毛皮”，与枸杞、甘草、贺兰石和发菜并称“宁夏五宝”。2014年，二毛皮制作技艺被确定进入“国家级非物质文化遗产代表性项目名录”。宁夏盐池有“中国滩羊之乡”之城，“盐池滩羊”在2016年被国家质检总局批准为地理标志保护产品。

## 名称
一说因产于贺兰山东麓和黄河两岸的草滩一带而得名，一说因自然放牧时羊群远看像一片一片的碱滩而得名。

## 外貌特征
成年滩羊的体格中等，体质结实，腰背平直，胸较深，四肢端正，蹄质坚实。尾根部宽大，尾尖细圆，呈三角形，下垂过跗关节。鼻梁稍微隆起，耳朵有大、中、小三种。公羊有螺旋形角，母羊一般没有角或者有小角。毛色纯白有光泽，头部多有褐色、黑色或黄色斑块。前后躯的毛股的表现一致，自然长度8厘米以上，呈毛辫状。
滩羊以皮毛颜色区别，有白、黑之分，但实际养殖中几乎均为白色滩羊，黑色滩羊数量很小。据调查，宁夏黑色滩羊主要分布在同心县的韦州、豫旺，中卫的红泉，盐池的惠安堡等地区，自1970年代以来饲养量不断下降，至2008年调查统计时仅存500多只。

## 人类利用

### 裘皮
滩羊是裘皮羊品种，所产一月龄羔羊裘皮，惯称“二毛皮”，毛股具5个至7个半圆形弯曲，有“二毛皮九道弯”的说法。二毛皮可用于制作男女冬装。滩羊皮的鞣制工艺非常复杂，以山西省交城县的滩羊皮鞣制工艺为例，有洗、泡、晒、铲、钉、鞣、吊、压、裁、缝等20余道工序，另加入黄糜、皮硝等辅料，完全依靠手工操作。

### 羊毛
滩羊毛的纤维细长均匀，绒毛轻柔蓬松，富有弹性，是制作毛毯、披肩围脖、毛衫等的高级原料。

### 滩羊肉
滩羊以肉质鲜美、风味独特而著称。滩羊肉的脂肪分布均匀，肌肉纤维细腻，肉质鲜嫩，吸水性极高，膻味较其他羊种相比较轻。据测定，每100克滩羊肉中含有蛋白质13.6克，脂肪34.8克，碳水化合物1.1克，以及钙、铁、磷、钾等矿物质，同时还含有一定的维生素、烟酸、氨基酸等营养成分。

## 品种培育
宁夏农牧厅寇启芳工作室经过多年选育研发，通过调控母体营养提高子代肌内脂肪位点，开展高档（大理石花纹）滩羊肉生产技术研究，成功生产出理石花纹滩羊肉的滩羊品种。高档滩羊肉生产技术研究与应用，也是国内首次开展的利用营养调控关键技术研究。